# Eyvind Johnsonpriset

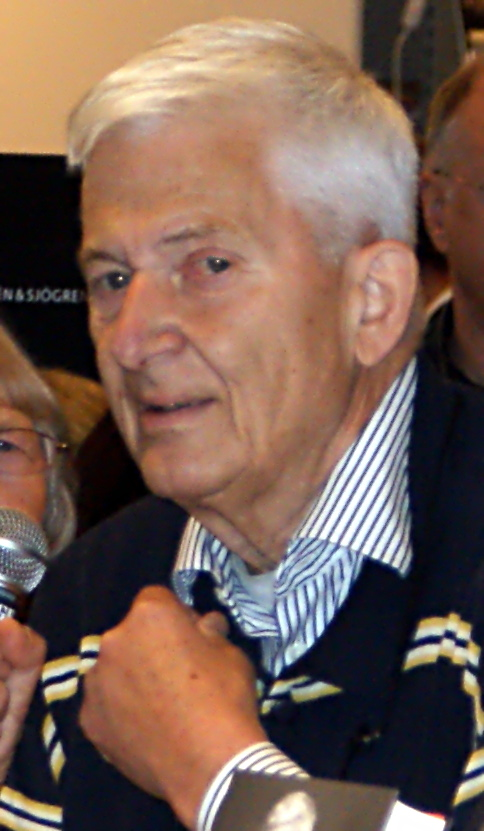
P.O. Enquist, pristagare 1993

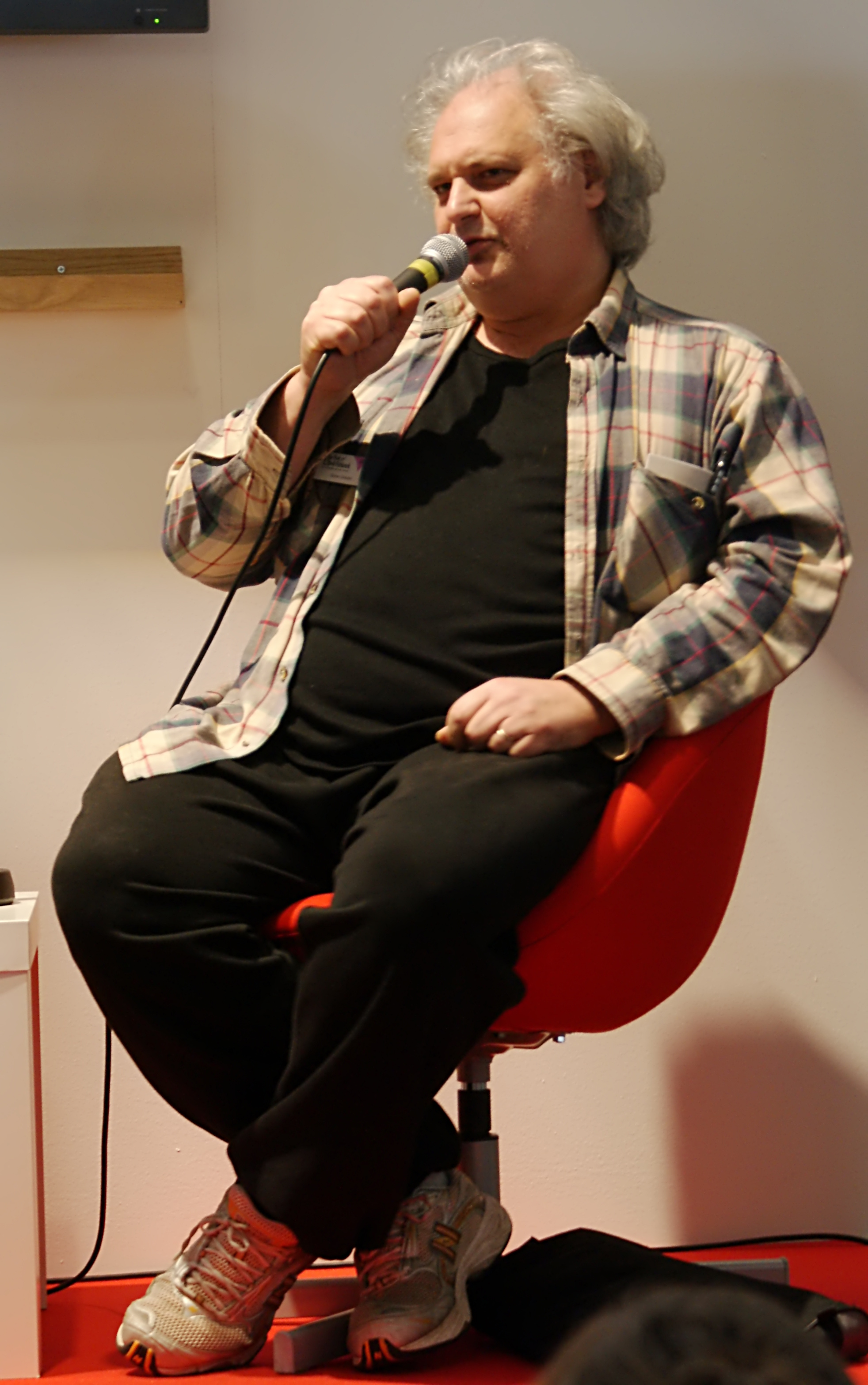
Göran Greider, pristagare 2006

Eyvind Johnsonpriset är ett litteraturpris instiftat 1988 av Bodens kommun. Priset, som är på 70 000 kronor, instiftades för att hedra minnet av författaren Eyvind Johnson, vilken föddes i Boden.
Priset har delats ut i regel vartannat år, dock med några undantag. 1999 och 2001 års pris slogs samman och delades ut 2000, hundra år efter Johnssons födelse. 2002 delades inget pris ut. Från och med 2018 delas priset ut årligen.
I samband med prisceremonin delas också Lilla Eyvind-priset ut, där prissumman uppgår till 1 000 kronor. Priset delas ut till vinnaren i en novelltävling, där gymnasieelever vid Björknäsgymnasiet i Boden deltar.

## Pristagare
- 1989 – Klas Östergren
- 1991 – Lennart Hagerfors
- 1993 – P.O. Enquist
- 1995 – Rolf Aggestam
- 1997 – Kerstin Ekman
- 2000 – Lars Jakobson (1999 och 2001 års pris slogs ihop)
- 2002 – Inget pris delades ut
- 2004 – Lotta Lotass
- 2006 – Göran Greider
- 2008 – Bengt Ohlsson
- 2010 – Bengt Pohjanen
- 2012 – Johan Jönson
- 2014 – Elisabeth Rynell
- 2016 – Majgull Axelsson
- 2018 – Andrzej Tichý[3]
- 2019 – Mirja Unge
- 2020 – Steve Sem-Sandberg[4]
- 2022 – Maxim Grigoriev[5]
- 2024 – Ida Linde[6]

### Fotnoter
1. 1 2 3  ”Eyvind Johnson-priset”. Bodens kommun. Arkiverad från originalet den 17 augusti 2010. https://web.archive.org/web/20100817225932/http://www.boden.se/db/web/external.nsf/0/C2293DAF56C0D28CC12570AE00400C42?OpenDocument. Läst 28 maj 2012.
2. 1 2  ”Eyvind Johnson-priset i litteratur | boden.se”. www.boden.se. https://www.boden.se/kommunen/kultur-och-fritid/eyvind-johnson-priset-i-litteratur. Läst 30 oktober 2018.
3. ↑  ”Eyvind Johnson-priset 2018 tilldelas Andrzej Tichý”. Mynewsdesk. http://www.mynewsdesk.com/se/boden/pressreleases/eyvind-johnson-priset-2018-tilldelas-andrzej-tichy-2807563. Läst 6 november 2019.
4. ↑  ”https://www.mynewsdesk.com/se/boden/pressreleases/eyvind-johnsonpriset-2020-tilldelas-steve-sem-sandberg-3053982”. https://www.mynewsdesk.com/se/boden/pressreleases/eyvind-johnsonpriset-2020-tilldelas-steve-sem-sandberg-3053982.
5. ↑  Eyvind Johnsonpriset 2022 tilldelas Maxim Grigoriev Läst 27 november 2022
6. ↑  ”Eyvind Johnsonpriset till Ida Linde”. Västerbottens-Kuriren. 21 oktober 2024. https://www.vk.se/2024-10-21/eyvind-johnsonpriset-till-ida-linde-8fee0. Läst 21 oktober 2024.